# Prelude (champ gazier)
Pour les articles homonymes, voir Prélude (homonymie).
Prelude est le nom d'un champ gazier situé à 200 km au nord-ouest de l'Australie dont les droits d'exploitation sont détenus par Shell.

## Exploitant
Les droits d'exploitation sont acquis par l'entreprise Shell en 2011. 

## Exploitation du gisement
Pour extraire et liquéfier le gaz naturel, Shell fait construire le Prelude FLNG, une plate-forme géante de 260 000 tonnes, mesurant 488 m de longueur et 74 m de largeur, pouvant traiter « 110 000 barils » de gaz par jour et capable de « résister aux cyclones de catégorie 5 ». Construite en partenariat entre la société Technip et les chantiers navals Samsung Heavy Industries à Geoje en Corée du Sud, elle est mise à l'eau le 29 juin 2017 et doit rejoindre le lieu de l'exploitation après un mois de navigation,. 